# Fernando Ribeiro de Mello
Fernando Ribeiro Bento de Melo (Porto, 11 novembre 1941 – Coimbra, 27 febbraio 1992) è stato un editore portoghese.
È noto soprattutto per le sue antologie di poesie e racconti.
La sua casa editrice è stata la "Edizioni Afrodite" (Colecção Afrodite).
| Controllo di autorità | VIAF (EN) 28655855 · ISNI (EN) 0000 0000 6753 3523 · LCCN (EN) n88673282 |